# Diaphus lobatus
Diaphus lobatus és una espècie de peix de la família dels mictòfids i de l'ordre dels mictofiformes. d'aigües profundes a l'oest de l'Índic.